# カップ積
数学、とくに代数トポロジーにおいて、カップ積（英: cup product）は次数 p, q の2つのコサイクルから次数 p + q の新しいコサイクルを作る手法である。カップ積はコホモロジーに結合的（かつ分配的）な次数付きの可換な積演算を定義し、空間 X のコホモロジーは次数付き環 H∗(X) となる。これをコホモロジー環と呼ぶ。カップ積は1935年から1938年にJ. W. Alexander、Eduard Čech、Hassler Whitneyの研究によって導入され、1944年に Samuel Eilenberg によって完全なる一般性をもって導入された。

## 定義
特異コホモロジーにおいて、カップ積 (cup product) は位相空間 X の次数付きコホモロジー環 H∗(X) 上の積を与える構成である。
構成はまずコチェインの積から考える。cp が p-コチェインで dq が q-コチェインのとき、
{\displaystyle (c^{p}\smile d^{q})(\sigma )=c^{p}(\sigma \circ \iota _{0,1,...p})\cdot d^{q}(\sigma \circ \iota _{p,p+1,...,p+q})}
とする。ここで σ は特異 (p + q) -単体で、{\displaystyle \iota _{S},S\subset \{0,1,...,p+q\}} は頂点が {\displaystyle \{0,...,p+q\}} によって添え字付けられている {\displaystyle (p+q)}-単体の中への S によって張られた単体の標準的な埋め込みである。
インフォーマルには、{\displaystyle \sigma \circ \iota _{0,1,...,p}} は σ の p 番目の前面であり、{\displaystyle \sigma \circ \iota _{p,p+1,...,p+q}} は q 番目の後面である。
コサイクル cp および dq のカップ積のコバウンダリは
{\displaystyle \delta (c^{p}\smile d^{q})=\delta {c^{p}}\smile d^{q}+(-1)^{p}(c^{p}\smile \delta {d^{q}})}
によって与えられる。2つのコサイクルのカップ積は再びコサイクルであり、コバウンダリとコサイクルの積は（どちらの順でも）コバウンダリである。したがってカップ積はコホモロジー上の双線型演算
{\displaystyle H^{p}(X)\times H^{q}(X)\to H^{p+q}(X)}
を誘導する。

## 性質
コホモロジーのカップ積は恒等式
{\displaystyle \alpha ^{p}\smile \beta ^{q}=(-1)^{pq}(\beta ^{q}\smile \alpha ^{p})}
を満たすので対応する積は次数付き可換 (graded-commutative) である。
カップ積は次の意味で関手的である。
{\displaystyle f\colon X\to Y}
が連続写像であり、
{\displaystyle f^{*}\colon H^{*}(Y)\to H^{*}(X)}
がコホモロジーに誘導された準同型であれば、
{\displaystyle f^{*}(\alpha \smile \beta )=f^{*}(\alpha )\smile f^{*}(\beta ),}
が全ての類 α, β ∈ H *(Y) に対して成り立つ。言い換えると、f * は（次数付き）環準同型である。

## 他の定義

### カップ積と微分形式
ド・ラームコホモロジーにおいて、微分形式のカップ積はウェッジ積によって誘導される。言い換えると、2つの閉形式のウェッジ積は2つのもとのド・ラーム類のカップ積のド・ラーム類に属する。

### カップ積と幾何学的交叉

絡み数は絡み目の補集合上の消えないカップ積のことばで定義できる。これらの2つの絡まった円の補集合は、消えないカップ積を持つトーラスに変位レトラクトする。

滑らかな多様体の2つの部分多様体が横断的に交わるとき、その交叉は再び部分多様体である。これらの多様体の基本ホモロジー類をとることによって、これはホモロジーに双線型な積をもたらす。この積はカップ積に双対である、すなわち2つの部分多様体の交叉のホモロジー類はそれらのポワンカレ双対のカップ積のポワンカレ双対である。
同様に、絡み数は、次元を1ずらして交叉のことばで定義することもできるし、絡み目の補集合上の消えないカップ積のことばでも定義できる。

## Massey積

Massey products generalize cup product, allowing one to define "higher order linking numbers", the Milnor invariants.

カップ積は二項演算であるが、それを一般化して、Massey積と呼ばれる、三項やそれ以上の演算を定義できる。これは高次のコホモロジー演算であり、部分的にしか定義されない（ある三つ組に対してしか定義されない）。